# Integralska transformacija
Integrálska transformácija je v matematiki vsaka transformacija T oblike:
{\displaystyle Tf(y)=\int \limits _{S}K(x,y)\,f(x)\,{\rm {d}}x\!\,.}
Vhod te transformacije je funkcija f (x), imenovana original, izhod pa nova funkcija Tf(y), imenovana slika. Integralska transformacija je posebna vrsta matematičnega operatorja. 
Obstaja veliko uporabnih integralskih transformcij. Vsaka je določena z izbiro funkcije K(x, y) dveh spremenljivk x in y, jedrno funkcijo oziroma jedrom transformacije.
Nekatera jedra imajo ustrezna inverzna jedra {\displaystyle K^{-1}(y,x)}, ki, grobo rečeno, dajajo inverzno transformacijo:
{\displaystyle f(x)=\int \limits _{S'}K^{-1}(y,x)\,(Tf(y))\,{\rm {d}}y\!\,.}
Simetrično jedro se pri permutaciji spremenljivk ne spremeni.